# Certosa di Montebenedetto
La certosa di Montebenedetto è un'abbazia certosina della valle di Susa, ormai inattiva.

## Storia

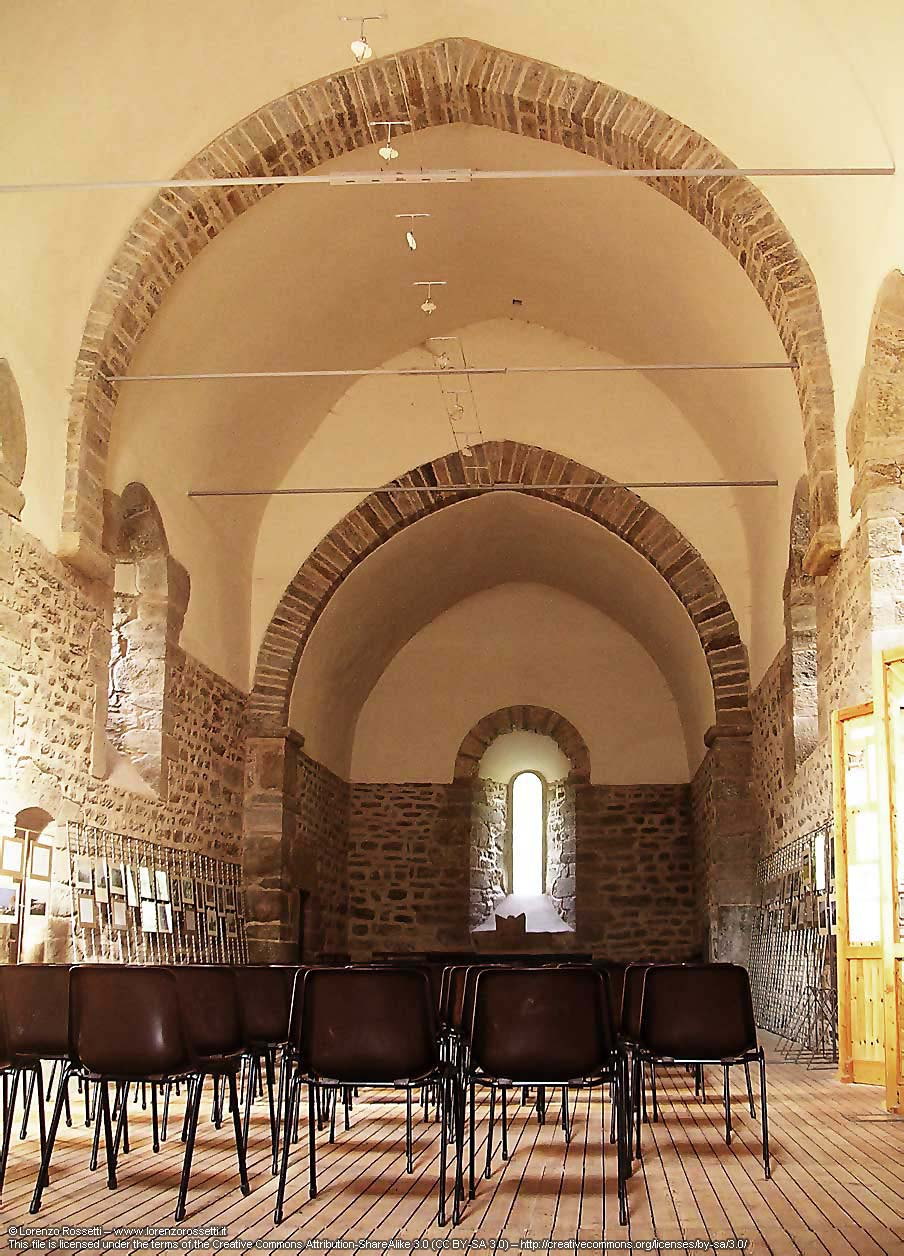
Interno della chiesa

La fondazione di Montebenedetto risale al 1198 ad opera dei monaci della certosa della Losa. Lo spostamento della comunità, resosi necessario, verso un luogo più isolato e più adatto alle regole della vita certosina, fu reso possibile grazie alle terre ottenute dal conte Tommaso di Moriana.
Nel 1205 la certosa, già proprietaria della valle dell'Orsiera, acquisì i terreni di Banda, situati ad una quota inferiore e maggiormente accessibili.
La certosa divenne l'insediamento definitivo dei monaci certosini, per i successivi 300 anni. Costruito con i criteri più tradizionali della regola certosina, presenta una Casa Alta, il vero cuore religioso della certosa, e una Casa Bassa, posta a valle della precedente, abitata dai religiosi che si dedicavano in prevalenza alla attività manuali. Nel XIV secolo con alterne vicende la Certosa fu vicina alla famiglia feudale che dominava la media valle di Susa, i Bertrandi. Nel corso del XV secolo aumentarono le pressioni interne per il trasferimento a valle della comunità. nel 1473 una disastrosa piena del torrente Gravio interessò l'intero complesso, distruggendo quasi del tutto la Casa Alta (rimase in piedi solo la piccola chiesa) e provocando una imponente frana che trascinò la Casa Bassa 50 metri più a valle. Entro il 1498 i monaci si stabilirono presso la certosa di Banda, più a valle, già divenuta nel corso dello stesso secolo il loro centro economicamente più importante, grazie alla vicinanza del fondovalle con terre più ricche e produttive. Dopo questa data i resti del complesso di Montebenedetto furono ridotti a "grangia" e venne utilizzata come cascina.
Grazie alla creazione del Parco naturale Orsiera-Rocciavrè, nel 1987 vennero avviati lavori di restauro e consolidamento, in modo particolare della chiesa abbaziale. Il pavimento originale, ancora presente, venne protetto nel 1990, da un pavimento ligneo soprastante. All'interno è presente una piccola mostra permanente sulla storia dell'ordine certosino e del monachesimo. Terminati i restauri nel 2000, negli anni successivi si è provveduto al recupero delle strutture circostanti, con la creazione anche di una piccola foresteria per gli escursionisti. La certosa infatti si trova attualmente sul percorso GTA del Tour dell'Orsiera e a poca distanza dal Sentiero dei Franchi, ed è inoltre raggiungibile da fondo valle grazie a diversi sentieri escursionistici.

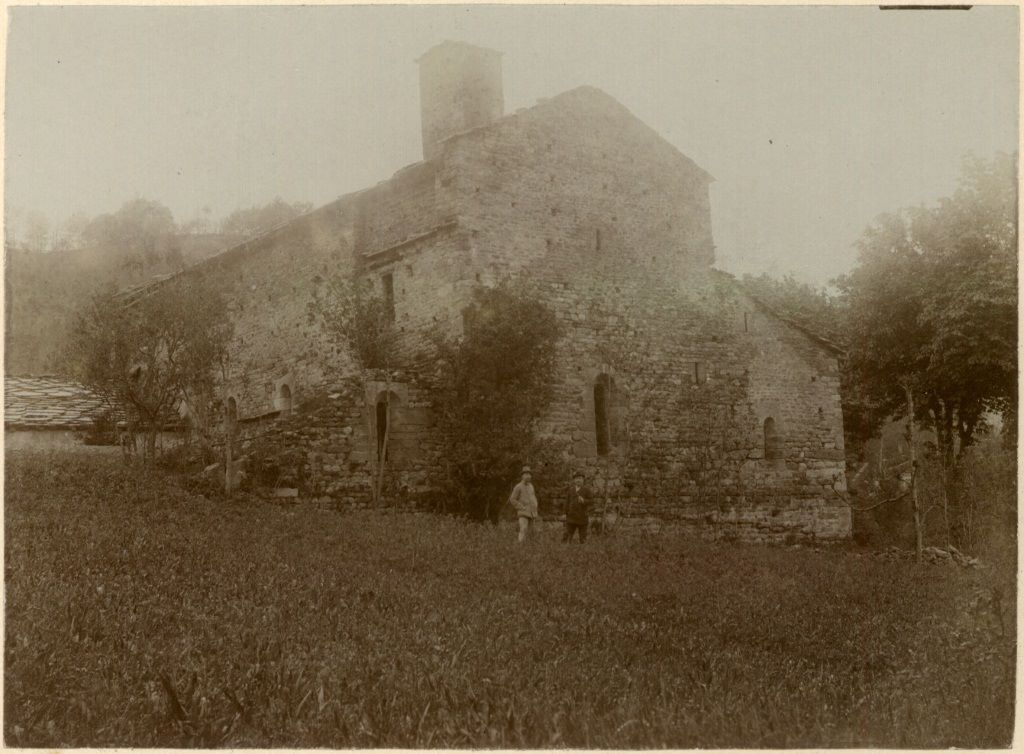
Mario Gabinio, Valle di Susa, Villarfocchiardo, Certosa di Monte Benedetto, la Chiesa, 1913

## Collocazione e struttura

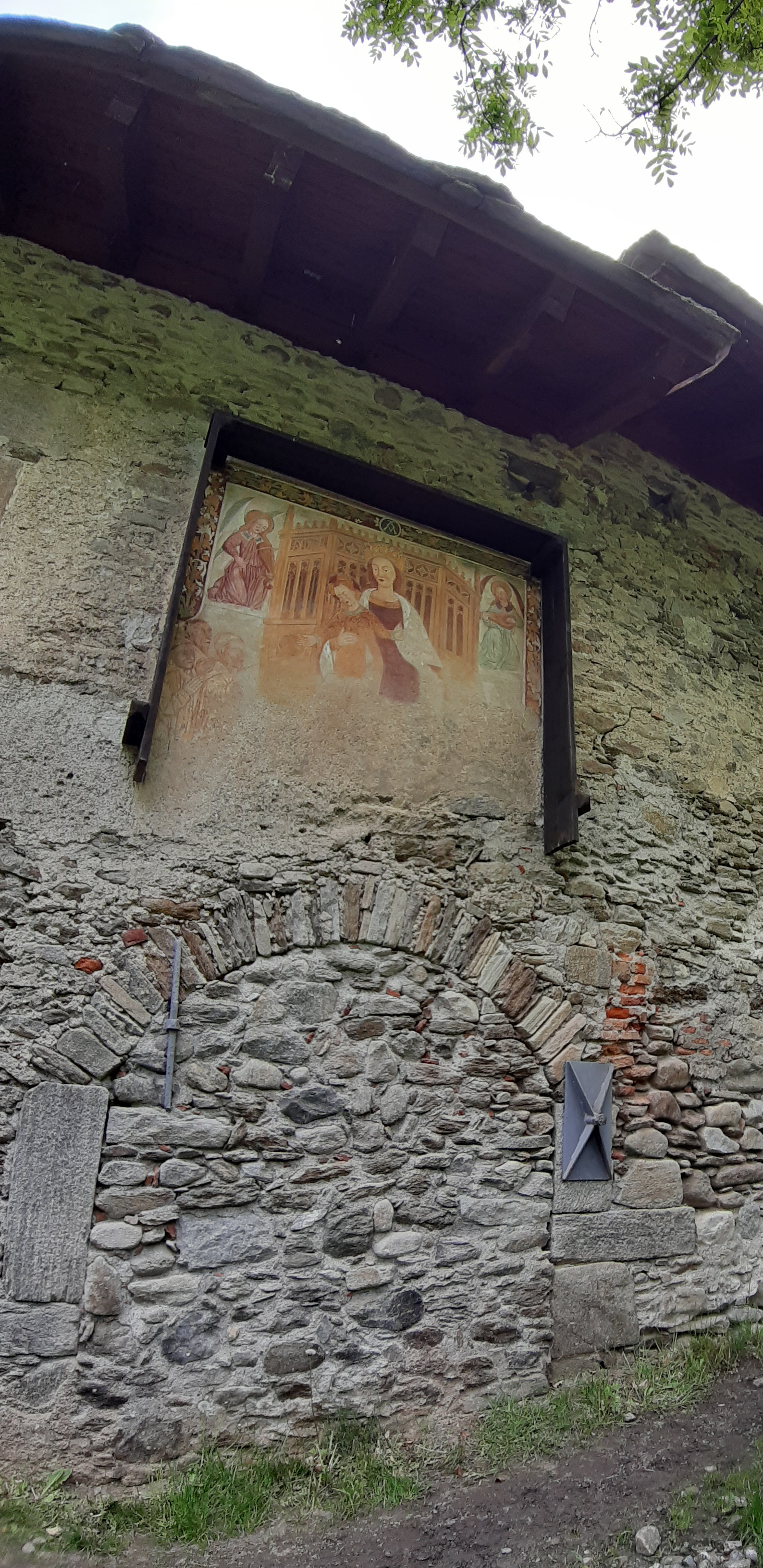

Montebenedetto è situata a 1.150 m d'altitudine, in una radura circondata dai boschi, vicino al rio Fontane. È compresa nel comune di Villar Focchiardo. Di proprietà della Regione Piemonte, è gestita dal parco Alpi Cozie.
La parte meglio conservata della certosa è la chiesa abbaziale (edificata in stile romanico nel XIII secolo). I chiostri grande e piccolo, le celle e la correria o furono danneggiate dall'alluvione o caddero in rovina in seguito all'abbandono.